# Comité austriaco de Mauthausen
El comité austriaco de Mauthausen es responsable para el trabajo científico y educativo en relación con el Campo de concentración de Mauthausen-Gusen. Esta asociación fue fundada en 1997 y es sucesora de la Comunidad Austríaca del campo de concentración de Mauthausen.

## Definición
El Comité austriaco de Mauthausen se define por lo siguiente: «Nuestra asociación no tiene relación ni con partidos políticos ni con ninguna religión. Nosotros trabajamos para una sociedad libre y democrática y para la protección de los derechos humanos para cada uno, sin pensar en su nacionalidad, sus ideologías políticas o su religión. Trabajamos para evitar a cada forma de fascismo, racismo, neonazismo, chovinismo y antisemitismo.» 

## Trabajo
Con esa definición, el comité trabaja reprocesando el tiempo de los nazis en Austria durante la Segunda Guerra Mundial. 
El comité se concentra en trabajar con gente joven y se dedica al mantenimiento del Campo de concentración de Mauthausen-Gusen.  
Un centro de encuentro para jóvenes de toda Europa está en plan.
Como parte del "Comité International de Mauthausen", el Mauthausen Comité Austria tiene contactos intensivos con varias organizaciones, por ejemplo "Amicale de Mauthausen" en París y va organizando varios conmemoraciones.
El comité tiene muchos suborganizaciones en varias regiones de Austria para tener una forma de red.

## Administración
ConsejoWilli Mernyi (director), Wolfgang Johannes Bandion, Andreas Baumgartner, Benedikt Egger, Robert Eiter, Raimund Fastenbauer, Marko Feingold, Beate Gotthartsleitner, Helmut Gotthartsleitner, Peter Gstettner, Joachim Hainzl, Alexander Hauer, Ludwig Popper, Wolfgang Schönleitner, Adalbert Wagner.
CuratoriumChristoph Schönborn, Erich Foglar, Oskar Deutsch, Ernst Nedwed, Gerhard Kastelic, Michael Bünker, Arsenios Kardamakis, Nicolae Dura, Rudolf Hundstorfer, Michael Häupl, Josef Pühringer, Rudolf Sarközi, Katja Sturm-Schnabl, Kurt Krickler, Brigitte Bailer, Hannah Lessing, Franz Vranitzky, Erhard Busek, Erika Weinzierl, Richard Schreiber, Helmut Schüller, Philipp Jost

## Publicaciones
Hay un periódico llamado Edición Mauthausen.

## Honores
El Comité austriaco de Mauthausen recibió el Premio «Karl-Renner» en diciembre de 2013. En esa ocasión también recibieron el premio el fundador del Servicio Austriaco de la Memoria Andreas Maislinger e Irene Suchy.
La laudatio fue hecho por Oliver Rathkolb.
- Datos: Q1911861